# بريون راش
بريون راش (بالإنجليزية: Brion Rush)‏ مواليد 15 نوفمبر 1984 في شريفبورت، هو لاعب كرة سلة أمريكي. بدأ مسيرته الاحترافية في سنة 2006. يلعب مع نانسي باسكت في الدوري الفرنسي لكرة السلة الدرجة الأولى. يحمل الرقم 35.

## المسيرة الاحترافية
لعب مع أورورا باسكت ييزي في موسم 2006–2007، ثم لعب مع ستراسبورغ أي جي في الدوري الفرنسي في موسم 2008–2009، ثم لعب مع زينيت سانت بطرسبرغ في الدوري الروسي في موسم 2009–2010، ثم لعب مع نادي كراسني كريليا لكرة السلة من سنة 2010 إلى 2012، ثم لعب مع إلان شالون في الدوري الفرنسي في سنة 2012، ثم لعب مع راتيوفارم أولم في الدوري الألماني في سنة 2015.

## روابط خارجية
- بريون راش على موقع الدوري الأوروبي لكرة السلة (الإنجليزية)
- بريون راش على موقع الدوري الإسباني لكرة السلة (الإسبانية)
- بريون راش على موقع كرة السلة الأوروبية.كوم (الإنجليزية)
- بريون راش على موقع كلية كرة السلة في سبورتس رفرنس.كوم (الإنجليزية)
- بريون راش على موقع ريلجم (الإنجليزية)
- بريون راش على موقع بروبوليرز (الإنجليزية)
- بريون راش على موقع سبورتس رفرنس (الإنجليزية)